# フォーミデブル系

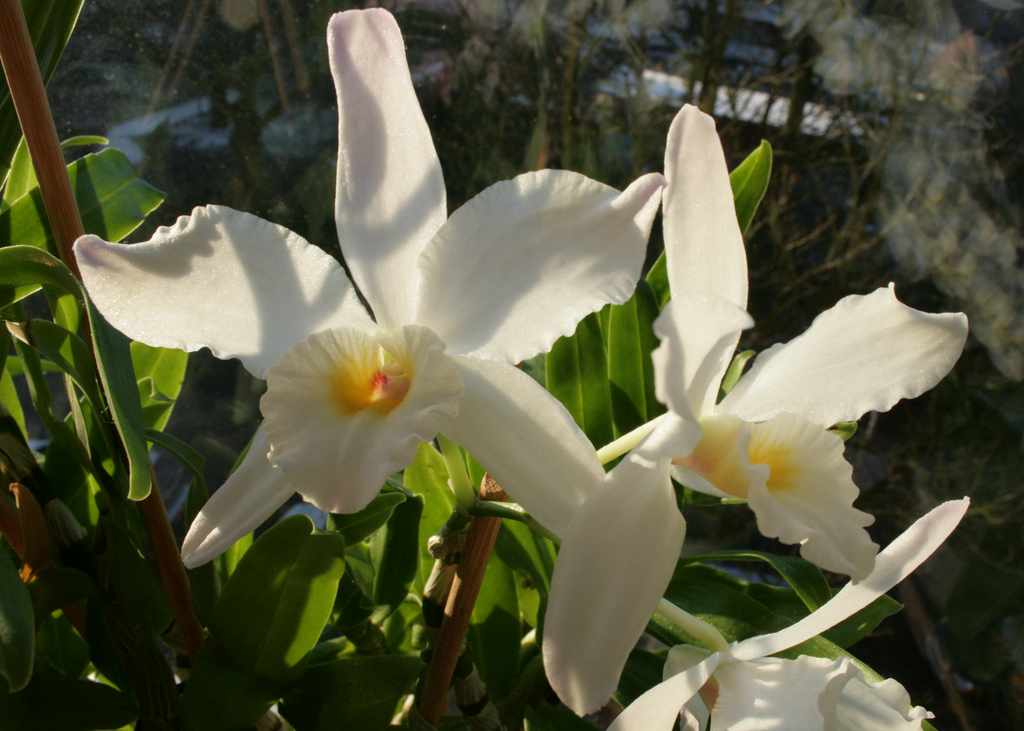
Dendrobium infundibulum
品種フォーミデブルの片親

フォーミデブル系とは、洋ランのデンドロビウムに含まれる範疇の一つである。夏に白い大輪花を少数つける。品種の数は多くない。

## 概説
デンドロビウムには多数の原種と交配品種があり、それらは往々にいくつかの系統にまとめて語られる。特にノビル系とファレノプシス系（デンファレ系）が有名だが、フォーミデブル系もそのようなまとまりの一つである。名称はデンドロビウム・フォーミデブル Dendrobium Formidible という交配品種を元にしている。
細長い偽球茎の先端付近から、白い大輪花を少数だけつけるのが特徴である。開花期は初夏から夏。これはその他の洋ランの開花が少ない時期に当たるため、それを埋める商品として重視される。

## 特徴

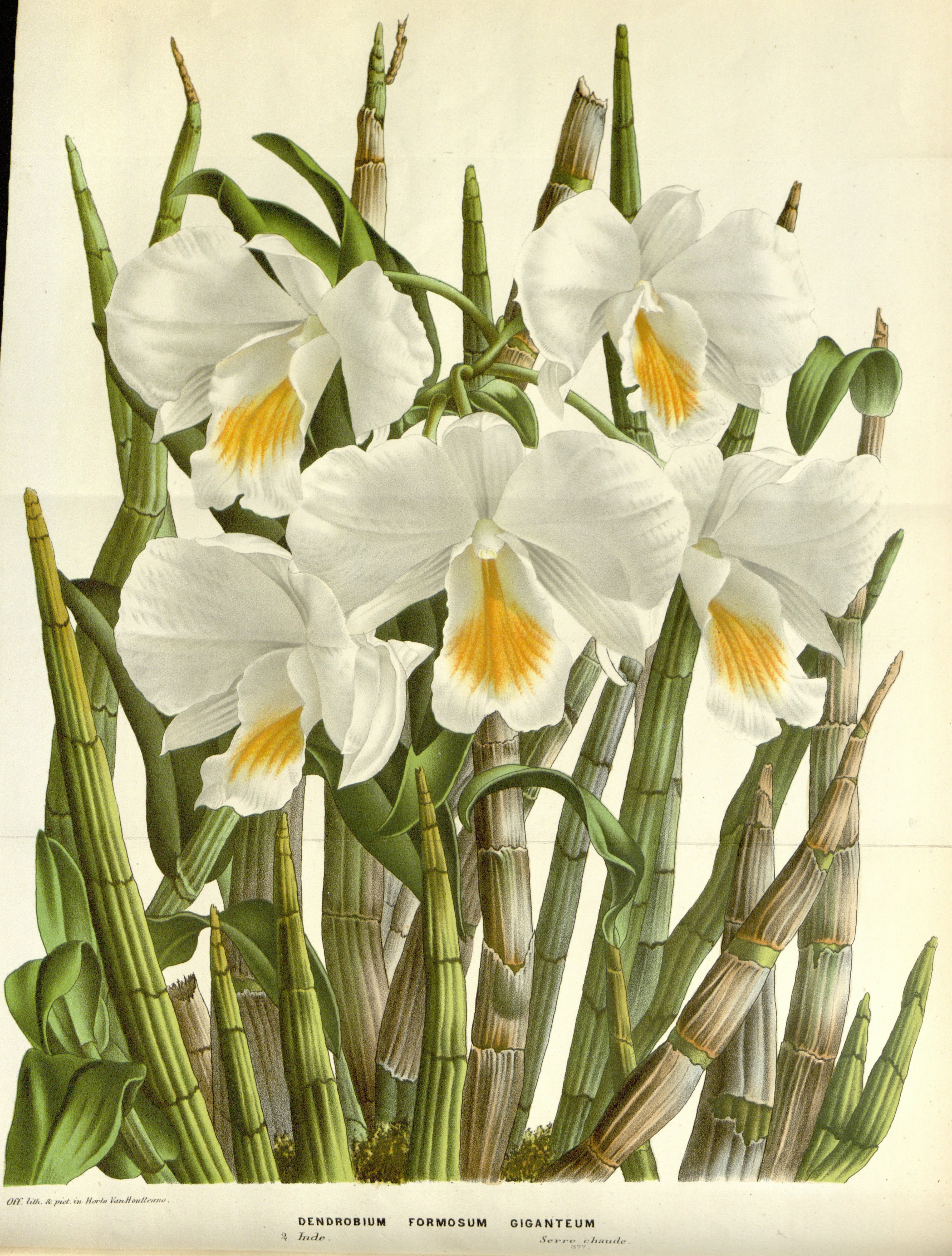
D. formosum
フォーミデブルのもう片親

偽球茎は細長く、高さ50cm前後。節ごとに葉をつけ、茎あたり数枚をつける。その茎の先端近くの節から花をつける。花は短い花茎に3輪くらいまで、一つの茎に数輪程度をつける。花は平らに開く大輪花で径10cmに達する（ノビル系で8cm程度）。萼はやや細く、側花弁はやや幅広く、唇弁は大きく広がって縁が波打つ。その形はややカトレアを思わせる。花色は白で、唇弁の中央が黄色く色づくものもある。他の花色は、今のところはない。
なお、この系統の隠れた特徴として、茎に生えた毛がある。偽球茎に短く立った黒い毛がまばらに生えている。

## 種類
代表的な品種であるフォーミデブルは原種フォルモサム D, formosum とインフンディブルム D. infundibulum の交配品である。他に原種ではサンデレー D. sanderae やデアレイなども近縁であり、それらを使った交配品もこの範疇に含める。

## 利用
洋ランとして栽培される。デンドロビウムとしてはデンファレ系ほど低温に弱くない。ただしノビル系のように低温を経験させる必要もない。最低気温5℃程度までは耐えるが、10℃程度には保ってやる。
春に出た偽球茎は夏を越えて成熟し、翌年につぼみを持つ。開花期は初夏から夏で、花期は長く、2ヶ月も咲き続ける物もある。さわやかで涼しげな雰囲気があり、戸外で楽しむにも向く。また、開花期が開花する洋ランの種類が少ない時期に当たるので、ギフト用としても人気がある。

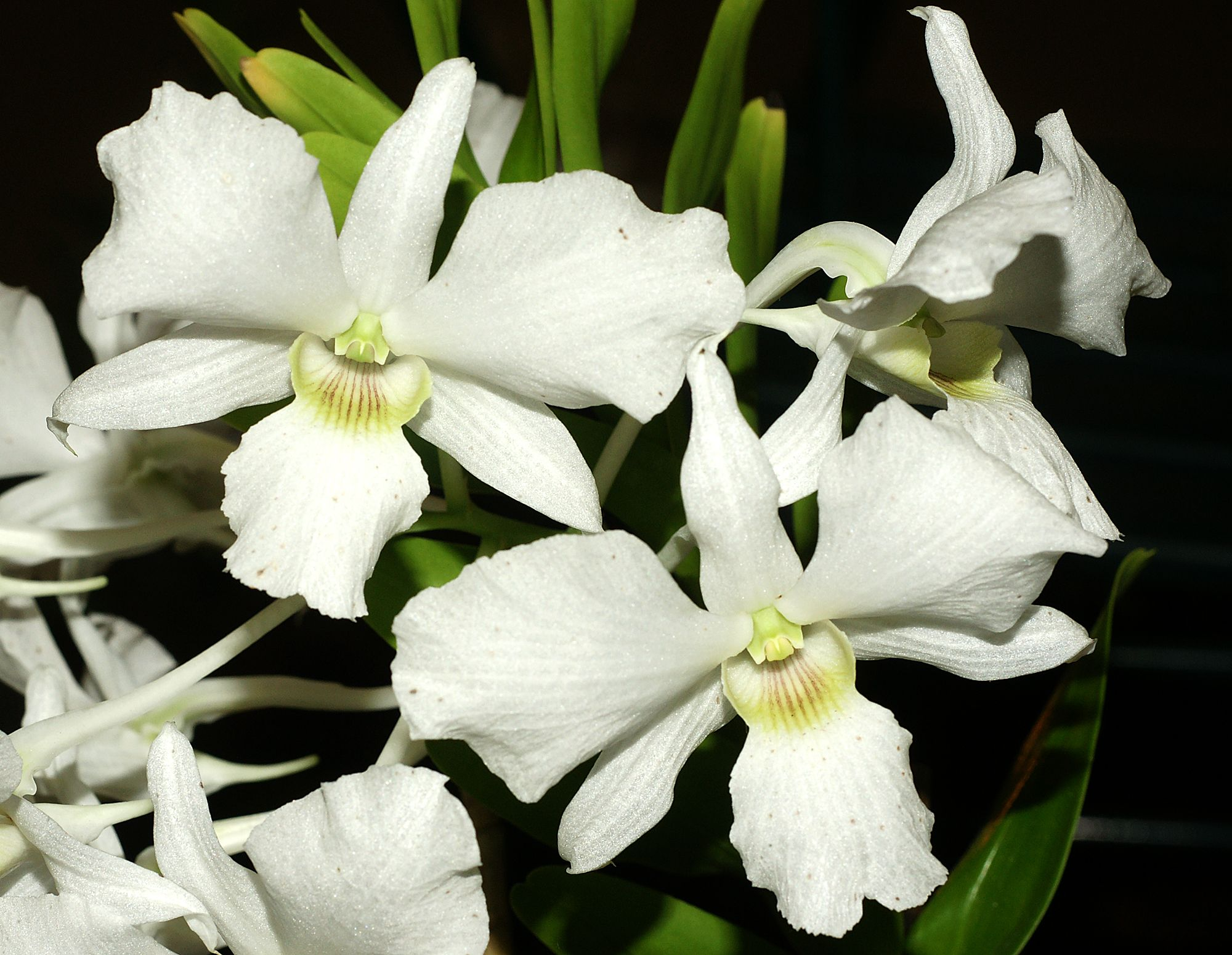
Dendrobium sanderae